# انحياز الإغفال
انحياز الإغفال (بالإنجليزية: omission bias)‏، هو النزوع للحكم على الأفعال المؤدية لنتائج سيئة بصورة أشدّ من الحكم على التغافل عن شيء ما؛ مما سيؤدّي لنفس النتائج السيئة. فمثلاً؛ لا نعتبر السكوت عن الظلم، سيئاً كسوء الحثّ عليه وإن كانا كليهما يؤديان لنفس النتيجة.
قد يحدث انحياز الإغفال نتيجةً لأسبابٍ عدة، وهذا يتضمّن: الجمود النفسي، إدراك تكاليف المعاملات، والميل إلى الحكم على الأعمال الضارة باعتبارها أسوأ أو أقل أخلاقية من الإغفال الضار بنفس القدر. ويبقى تصنيف انحياز الإغفال باعتباره انحيازًا إدراكيًا (لا عقلاني) أو عقلانيًا أمرًا مثيرًا للجدل. يبدو انحياز الإغفال واضحًا من خلال معضلة العربة، وغالبًا ما يُستَخدَم كتفسير لتأثير الهبة أو المنحة ولانحياز الوضع الراهن.

## أمثلة وتطبيقات
وسع سبانكا ومينسك وبارون انحياز الإغفال ليشمل أحكام أخلاقية الاختيار. لنفترض كمثال على ذلك السيناريو التالي: سيواجه لاعب التنس جون خصمًا قويًا في مباراة حاسمة غدًا. يعرف جون بامتلاك خصمه حساسية تجاه مادة غذائية معينة ما. وكتتمة للسيناريو، لدينا الحالتين الآتيتين: الحالة الأولى هي أن يوصي جون بالطعام الذي يحتوي على المادة الغذائية المسببة للحساسية بغية إلحاق الأذى بأداء خصمه، والحالة الأخرى هي أن يطلب الخصم نفسه هذا النوع من الطعام دون أن يقول جون شيئًا حول الأمر. سيرى معظم الأشخاص أن تصرف جون حيال طلب الطعام المسبب للحساسية هو أمر أقل أخلاقية من تقاعسه حيال عدم إعلام الخصم باحتواء الطعام الذي طلبه بنفسه على المادة المسببة للحساسية.
هذا الانحياز مستخدم أيضًا في الساحات الرياضية في العالم الحقيقي: حيث أظهرت إحصائيات الدوري الاميركي للمحترفين تسمية الحكام للأخطاء بنسبة أقل بـ 50 في المائة في اللحظات الأخيرة من المباريات المتقاربة.
وكمثال إضافي آخر من العالم الحقيقي هو عندما يقرر الآباء عدم تطعيم أطفالهم (إعطاءهم اللقاح) بسبب احتمال الوفاة المحتمل، وذلك حتى عندما يكون احتمال أن يؤدي التطعيم إلى الوفاة أقل بكثير من الوفاة بسبب المرض الذي تم الوقاية منه.